# San Pedro Nectá
San Pedro Nectá («San Pedro»: en honor a su santo patrono Pedro Apóstol; «Nectá»: del mam, significa  «por donde pasa el río») es un municipio del departamento de Huehuetenango de la región nor-occidente de la República de Guatemala.
Después de la Independencia de Centroamérica en 1821, perteneció al departamento Totonicapán/Huehuetenango y luego formó parte del efímero Estado de Los Altos que fue creado por los criollos liberales en 1838.  Este estado fue recuperado por la fuerza y reintegrado al Estado de Guatemala por el general mestizo conservador Rafael Carrera en 1840.
Originalmente eran dos poblados junto con Santo Domingo Usumacinta, pero este último fue convertido en aldea de San Pedro Nectá en 1884 por el gobierno del general Justo Rufino Barrios. Posteriormente, en 1935 para paliar los efectos económicos de la Gran Depresión el gobierno del general Jorge Ubico integró municipios pequeños a municipalidades más grandes como aldeas; entre los municipios segregados estuvo Santiago Chimaltenango, el que fue aldea de San Pedro Nectá hasta que fue restituido como municipio por el gobierno del Dr. Juan José Arévalo en 1948.
El municipio de San Ildefonso Ixtahuacán se convirtió en el centro de comercio principal de San Pedro Nectá cuando se descubrieron minas de minerales en ese lugar el 15 de julio de 1958.

## Toponimia
Muchos de los nombres de los municipios y poblados de Guatemala constan de dos partes: el nombre del santo católico que se venera el día en que fueron fundados y una descripción con raíz náhuatl; esto se debe a que las tropas que invadieron la región en la década de 1520 al mando de Pedro de Alvarado estaban compuestas por soldados españoles y por indígenas tlaxcaltecas y cholultecas.  En algunos casos la descripción del poblado está en el idioma nativo de los pobladores de la región; así, el topónimo «San Pedro» le fue conferido en honor a San Pedro Apóstol, mientras «Nectá» proviene de los términos mam «neo» o «nect» (español: «Donde pasa») y «a» (español: «agua» o «río») y significa «Por donde pasa el río».

## Demografía
El municipio tiene, en 2022, una población aproximada de 41 562 habitantes según el censo de población del año 2018 y proyecciones para 2022 con una densidad 349 personas por kilómetro cuadrado. Existe una población superior indígena representando el 82 % de la población total en su mayoría de la etnia Mam, y el restante 18% es ladina.

## Geografía física
El municipio de San Pedro Nectá tiene una extensión territorial de 119 km².

### Ubicación geográfica
San Pedro Nectá se encuentra a una distancia de 48 km de la cabecera departamental Huehuetenango y . Sus colindancias son:
- Norte: Concepción Huista y San Antonio Huista
- Este: Santiago Chimaltenango
- Oeste: La Democracia, La Libertad y San Antonio Huista.[8]
- Sur:

|                                                     | Norte: Concepción Huista y San Antonio Huista |                              |
| Oeste: La Democracia La Libertad San Antonio Huista |                                               | Este: Santiago Chimaltenango |
|                                                     |                                               |                              |

## Aldeas de San Pedro Nectá
1. aldea Chejoj
2. aldea Ajal
3. aldea Canoguitas
4. aldea Chichimes
5. aldea Huixoc
6. aldea Isnul
7. aldea Agua Dulce
8. aldea Buena Vista.
9. aldea Ixban
10. aldea Chimiche
11. aldea Los Coles
12. aldea Nillá
13. aldea Siete Cerros.
14. aldea Chinacual
15. aldea Los Alisos
16. aldea El Tzalay
17. aldea La Laguna
18. aldea Agua de las Palomas
19. aldea Michicoy
20. aldea El Palmar
21. aldea Guachipilín
22. aldea Río Ocho
23. aldea Nimá

## Gobierno municipal
Los municipios se encuentran regulados en diversas leyes de la República, que establecen su forma de organización, lo relativo a la conformación de sus órganos administrativos y los tributos destinados para los mismos.  Aunque se trata de entidades autónomas, se encuentran sujetos a la legislación nacional y las principales leyes que los rigen desde 1985 son:
| N.º | Ley                                                | Descripción |
| --- | -------------------------------------------------- | --- |
| 1   | Constitución Política de la República de Guatemala | Tiene una regulación legal específica para los municipios en los artículos 253 al 262. |
| 2   | Ley Electoral y de Partidos Políticos              | Ley de carácter constitucional aplicable a los municipios en el tema de la conformación de sus autoridades electas. |
| 3   | Código Municipal                                   | Decreto 12-2002 del Congreso de la República de Guatemala. Tiene la categoría de ley ordinaria y contiene preceptos generales aplicables a todos los municipios, e inclusive contiene legislación referente a la creación de los municipios.             |
| 4   | Ley de Servicio Municipal                          | Decreto 1-87 del Congreso de la República de Guatemala. Regula las relaciones entra la municipalidad y los servidores públicos en materia laboral. Tiene su base constitucional en el artículo 262 de la constitución que ordena la emisión de la misma. |
| 5   | Ley General de Descentralización                   | Decreto 14-2002 del Congreso de la República de Guatemala. Regula el deber constitucional del Estado, y por ende del municipio, de promover y aplicar la descentralización y desconcentración económica y administrativa.                                |

El gobierno de los municipios está a cargo de un Concejo Municipal mientras que el código municipal —ley ordinaria que contiene disposiciones que se aplican a todos los municipios— establece que «el concejo municipal es el órgano colegiado superior de deliberación y de decisión de los asuntos municipales […] y tiene su sede en la circunscripción de la cabecera municipal»; el artículo 33 del mencionado código establece que «[le] corresponde con exclusividad al concejo municipal el ejercicio del gobierno del municipio».
El concejo municipal se integra con el alcalde, los síndicos y concejales, electos directamente por sufragio universal y secreto para un período de cuatro años, pudiendo ser reelectos.
Existen también las Alcaldías Auxiliares, los Comités Comunitarios de Desarrollo (COCODE), el Comité Municipal del Desarrollo (COMUDE), las asociaciones culturales y las comisiones de trabajo. Los alcaldes auxiliares son elegidos por las comunidades de acuerdo a sus principios y tradiciones, y se reúnen con el alcalde municipal el primer domingo de cada mes, mientras que los Comités Comunitarios de Desarrollo y el Comité Municipal de Desarrollo organizan y facilitan la participación de las comunidades priorizando necesidades y problemas.
Entre  los alcaldes que ha tenido  el municipio de San Pedro Nectá  se encuentran:
- 1996-2000: Natanael Aguilar Méndez
- 2000-2004: José Antulio Morales Méndez
- 2004-2008: Mariano Díaz Sánchez
- 2008-2012: Julio Amilcar Ambrocio Ramírez
- 2012-2016: Rony Vitalino Galicia
- 2016-2020: Julio Amilcar Ambrocio Ramírez

## Historia
La historia del poblado de San Pedro Nectá se inició en la época precolombina. Según la obra Recordación Florida escrita por el cronista Francisco Antonio de Fuentes y Guzmán en el año 1690, los pueblos de San Pedro Nectá y un pueblo llamado «Usumacintla» estaban separados por un pequeño río y tenían una iglesia que compartían entre sí, y por el clima cálido todo el territorio tenían abundantes cosechas de frutas y caña de azúcar. También menciona que la población ascendía a 400 habitantes en cada lugar.

### Tras la Independencia de Centroamérica
Tras la Independencia de Centroamérica, la constitución política del Estado de Guatemala decretada el 11 de octubre de 1825 dividió al Estado en once distritos para la impartición de justicia; de esta cuenta, Nectá y Usumacinta estuvieron en el circuito de Huehuetenango en el distrito N.º 9 (Totonicapán) junto con Huehuetenango, Chiantla, Aguacatán, Chalchitán, la Cordillera, Moscoso, Todos Santos, San Martín, el Trapichillo, Guaylá, Colotenango, San Ildefonso Ixtahuacán, Ichil, Santa Bárbara, Malacatán, San Ramón, San Lorenzo, Santa Isabel, San Sebastián, San Juan Atitán y Santiago Chimaltenango.

### El efímero Estado de Los Altos

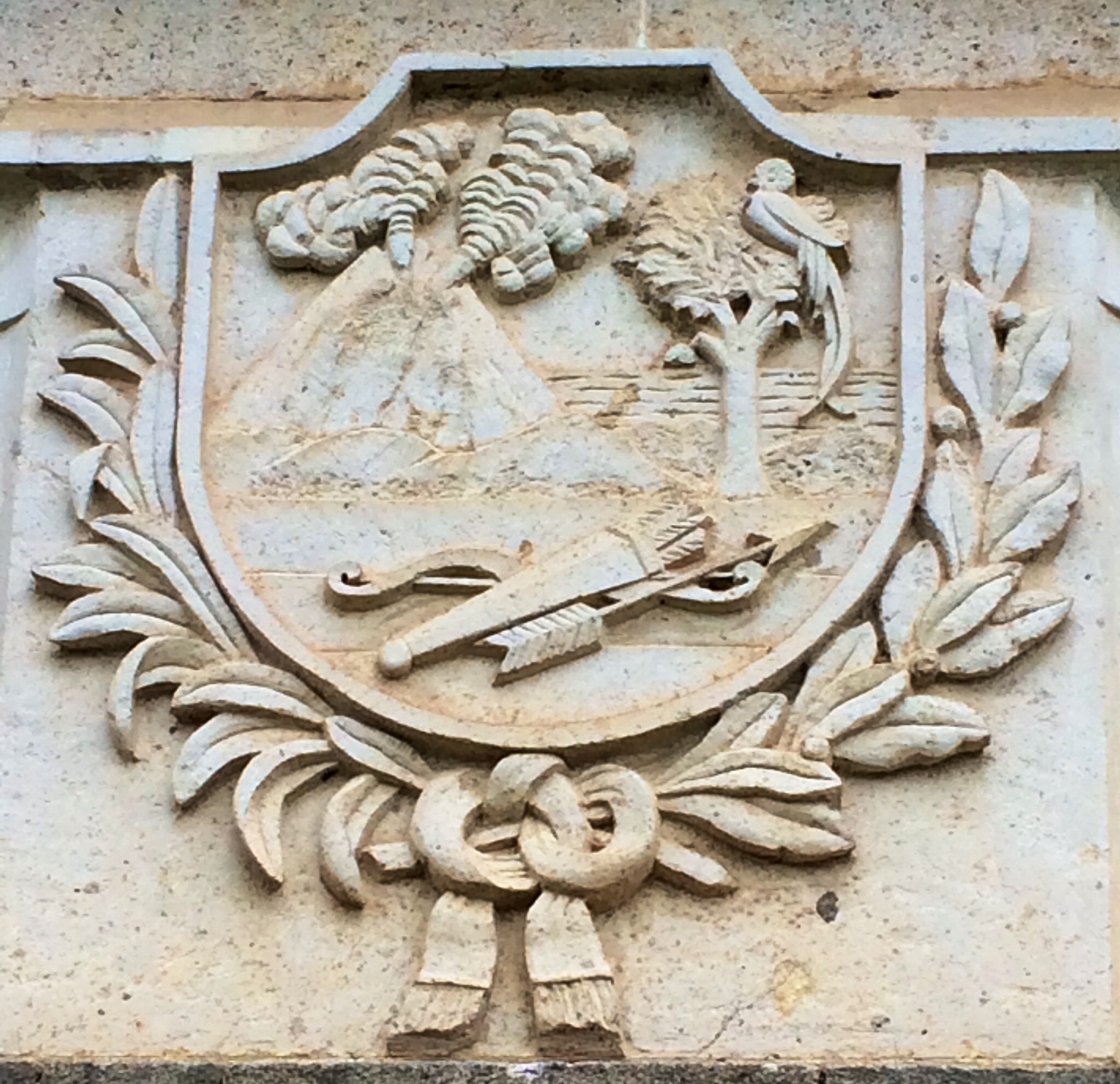
Escudo del Estado de los Altos

A partir del 3 de abril de 1838, San Pedro Nectá y Usumacinta fueron parte de la región que formó el efímero Estado de Los Altos y que forzó a que el Estado de Guatemala se reorganizara en siete departamentos y dos distritos independientes el 12 de septiembre de 1839:
- Departamentos: Chimaltenango, Chiquimula, Escuintla, Guatemala, Mita, Sacatepéquez, y Verapaz
- Distritos: Izabal y Petén[12]

La región occidental de la actual Guatemala había mostrado intenciones de obtener mayor autonomía con respecto a las autoridades de la ciudad de Guatemala desde la época colonial, pues los criollos de la localidad consideraban que los criollos capitalinos que tenían el monopolio comercial con España no les daban un trato justo.  Pero este intento de secesión fue aplastado por el general Rafael Carrera, quien reintegró al Estado de Los Altos al Estado de Guatemala en 1840.

### Tras la Reforma Liberal
Hay un registro no confirmado que supuestamente fue realizado el 30 de abril de 1891 que indica la extensión territorial del municipio de San Pedro Nectá. Indica que tenía 299 caballerías, 36 manzanas y 1,463 varas cuadradas.
El 28 de marzo de 1884 fue integrada la localidad de Santo Domingo Usumacinta como aldea a San Pedro Nectá ya que fue descategorizado como municipio. El 7 de noviembre de 1896 fueron separadas los municipios San Pedro Nectá y Santiago Chimaltenango por problemas políticos.

### Restructuración administrativa del gobierno de Jorge Ubico
En 1935, en un afán por simplificar la administración de la República para paliar los efectos económicos de la Gran Depresión, el gobierno del general Jorge Ubico integró a varios municipios pequeños como aldeas de municipios mayores; así, en el 11 de diciembre de 1935 el gobierno integró al municipio de Santiago Chimaltenango a San Pedro Nectá como aldea. Sin embargo, Santiago Chimaltenango fue definitivamente desintegrado de San Pedro Nectá y categorizado como municipio por el gobierno del Dr. Juan José Arévalo el 2 de febrero de 1948.[cita requerida]

### Minas de San Ildefonso Ixtahuacán
El municipio de San Ildefonso Ixtahuacán se convirtió en el centro de comercio principal de los municipios de Cuilco, Colotenango, San Sebastián Huehuetenango, San Rafael Petzal, Santa Bárbara, Concepción Tutuapa, San Gaspar Ixchil y San Pedro Nectá cuando se descubrieron unas minas el 15 de julio de 1958.  Inmediatamente se comenzaron a pedir los derechos de explotación de las minas y el 6 de octubre de 1960 se les fue otorgada; durante las décadas de 1970 y 1980 la región cobró mucha relevancia gracias a las minas «La Florida» y «Los Lirios».

## Feria Patronal
El municipio su fiesta patronal lo celebra el Quinto Viernes de Cuaresma en honor a Jesús Nazareno; también se realiza una el 29 de junio en honor al Apóstol San Pedro.